# Obwód Hrubieszów Armii Krajowej
Obwód Hrubieszów – polska jednostka terytorialna Związku Walki Zbrojnej, a następnie Armii Krajowej.
Obwód ten wraz z trzema innymi (Zamość, Tomaszów Lubelski, Biłgoraj) wchodził w skład Inspektoratu Zamojskiego Okręgu Lublin AK, a jego dowódcą w czasie powstania zamojskiego był por. Antoni Rychel ps. „Rymwid”.